# Przewodnik pierwszego rodzaju
Przewodnik pierwszego rodzaju – przewodnik, który przewodzi prąd elektryczny za pośrednictwem elektronów np. metal, grafit.